# Elias Tolentino
Pour les articles homonymes, voir Tolentino (homonymie).
Elias Tolentino, né le 5 novembre 1942 et mort le 19 novembre 2017, est un joueur philippin de basket-ball.